# 徐玄龙
徐玄龙（1929年—2017年），男，上海人，徐志新子，徐华封曾长孙，1950年上海沪江大学毕业，同年参加中国人民解放军，先后任防化技术研究所室主任，防化研究院第四研究所总工程师。获全军防化科学大会奖，全军科技成果二等奖，全军科技进步一等奖，国家科技进步二等奖。1993年获国务院发政府特殊津贴（离休）